# Bermuda-Dreieck Nordsee
Bermuda-Dreieck Nordsee ist ein deutscher Katastrophenfilm aus dem Jahr 2011, der erstmals am 25. September 2011 in Deutschland ausgestrahlt wurde und fünf Millionen Zuschauer erreichte. Der Film entstand durch Dreamtool Entertainment im Auftrag von RTL.

## Handlung
Ein bestimmtes Gebiet in der Nordsee ist Schauplatz unheimlicher Geschehnisse: Schiffe verschwinden, Windräder stürzen zusammen, Scharen von Möwen fallen tot vom Himmel und Hunderte Fische werden tot an Land gespült. Ein Energiekonzern, welcher in der Nähe eine Bohrplattform unterhält, gerät in den Verdacht, etwas mit den Unglücksfällen zu tun zu haben. Der Schwerpunkt dieses Konzerns liegt nämlich bei der unterirdischen Einlagerung von CO2, welche in den fragilen Untergrund des Hexenlochs unter ihnen erfolgen soll. Insbesondere das im Meeresboden in großen Mengen gespeicherte natürliche Methanhydrat gibt Anlass zur Sorge. Ein gefälschtes Gutachten, welches die Unbedenklichkeit bescheinigen soll, unterstützt jedoch das lukrative Vorhaben. Eine junge Assistentin, die in einem Labor auf der künstlichen Insel eingesetzt ist, arbeitet aber mit einer örtlichen Umweltschutzorganisation zusammen und verschickt heimlich brisante Informationen von ihrem Arbeitsplatz.
Tom Jaeger, Postflieger und Bewohner einer nahen Hallig, macht Bekanntschaft mit der PR-Managerin Marie Niklas, welche auf der Plattform die Festlichkeiten zur Premiere der Einleitung vorbereiten will. Beide werden bald mit mysteriösen Vorkommnissen konfrontiert, welche ihr Misstrauen befeuern. So wird die junge Laborantin, welche auch die Stieftochter Jaegers ist, vom brutal agierenden Sicherheitsdienst des Energiekonzerns ihrer heimlichen Spionagetätigkeit überführt und gefangen genommen; ein die Umweltorganisation ebenfalls unterstützender Professor wird in seiner Universität ermordet und Seeleute ersticken qualvoll auf offener, ruhiger See.
Währenddessen laden die Konzernchefin und ein leitender Direktor in einem feierlichen Rahmen auf einem Kreuzfahrtschiff viele Gäste ein, um der ersten Tiefseeverklappung live beizuwohnen. Parallel durchgeführte Analysen der Umweltschutzgruppe ergeben jedoch, dass die Einleitung das ganze Seegebiet schnell in einen tödlichen Hexenkessel verwandeln wird. In dramatischen Aktionen gelingt es Jaeger und Niklas, die Tochter zu befreien und die Bohrinsel zu verlassen. Per Hubschrauber nähern sie sich dem Luxusschiff und betreten es trotz Landeverbot. Sie bedrängen den Kapitän, das Seegebiet so rasch wie möglich zu verlassen, und warnen eindringlich vor den drohenden Gefahren der gerade erfolgenden Kohlendioxideinleitung. Als die ersten Fontänen vor dem Schiff aufschäumen und sich ein gewaltiger Strudel bildet, ändert sich die verweigernde Meinung der Schiffsführung. Scheiben zerbersten und Passagiere verletzen sich oder werden durch umher fliegende Trümmer getötet. Die Bewohner der Hallig retten sich in den stabilen Leuchtturm. Auch die Bohrinsel explodiert, nur ein Arbeiter kann sich mit einem Hochseeschlepper in Sicherheit bringen. Das Kreuzfahrtschiff droht nun mangels ausreichender Motorenkraft im rotierenden Meeressog zu versinken. Jaeger und Niklas bringen mit dem Hubschrauber das Ende einer Trosse zu dem in der Nähe kreuzenden Schlepper und damit gelingt es, das Schiff vom Strudel wegzuziehen und alle Passagiere in Sicherheit zu bringen. Die Konzernchefin wird festgenommen und der Direktor nimmt sich das Leben.

## Hintergrund

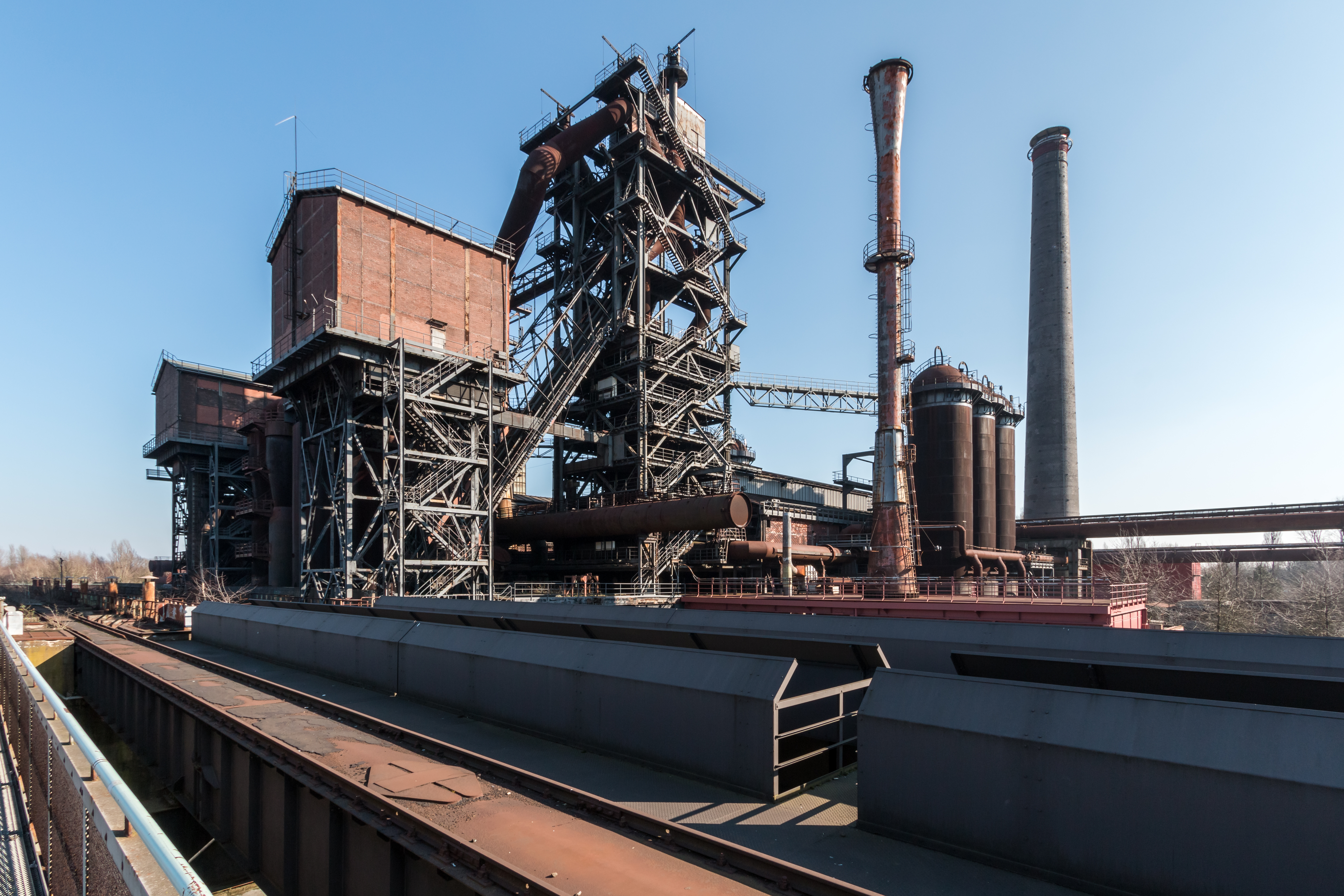
Ehemaliger Hochofen im Landschaftspark Duisburg-Nord, auf dem viele der Action-Szenen gedreht wurden

Der 5,7 Millionen Euro teure Film beleuchtet eine existierende Technologie, welche auch in der Realität höchst umstritten ist. Die Sequestrierung von CO2-Abfällen, um die sich der Öko-Thriller drehte, ist eine in den USA, Norwegen und Großbritannien bereits praktizierte Technologie. Dagegen hat in Deutschland der Bundesrat ein Gesetz zur Lagerung von Kohlendioxid gestoppt, da befürchtet wird, dass das Treibhausgas unkontrolliert entweichen könnte.
Der im Film verwandte Name des Energiekonzerns („Global Senergy“) wies eine starke Nähe zu einem real existierenden schottischen Energieunternehmen auf, welches „Senergy“ hieß und in der Nordsee aktiv war. Auch das im Film gezeigte Logo hatte Ähnlichkeiten mit dem Firmenemblem der Schotten. Die Rechtsabteilung der Energiefirma kam auf RTL zu und verhinderte, dass der Name Senergy in dem negativen Kontext der Filmhandlung verwendet wird. Daraufhin schnitten die Macher alle entsprechenden Szenen und Sätze aus dem Film, bzw. diese wurden entsprechend nachsynchronisiert. Die Plattform blieb somit namenlos, lediglich die deutsche Flagge wehte auf der Anlage. Die Firma Senergy wurde im Dezember 2013 vom Lloyd’s Register übernommen.
Der Hauptdarsteller Hannes Jaenicke sagte, dass ein Politiker auf ihn zugekommen sei, der sich erkundigt haben soll, ob das Projekt vielleicht noch irgendwie zu stoppen sei, da hier doch pure Panikmache betrieben würde.

## Rezeption
Rainer Tittelbach von tittelbach.tv urteilte: „‚Bermuda-Dreieck Nordsee‘ ist der Versuch eines 140minütigen Action-Spektakels, das mehr mit Botschaft als mit ausgeklügelten Spannungsbögen emotional punkten will.“ „Die Story bemüht alle erdenklichen Klischees und mischt ein bisschen ‚Titanic‘ in die letzte dreiviertel Stunde. […] Doch im Zuge der neuen Ökologie-Welle vergreift sich ‚Bermuda-Dreieck Nordsee‘ am Ende gewaltig im Ton. Weil der Film keine Geschichte erzählt, weil er keine Charaktere aus Fleisch und Blut zeigt, genügt kein Happy End der Helden, nein, es muss ein Appell an ‚die‘ Menschen, an die Menschheit, gerichtet werden.“
Bei quotenmeter.de stellte Julian Miller fest: in dem Film „spielt die Logik nicht immer ganz mit, einiges wirkt so als habe man es nur der Effekte zu Liebe in den Event-Movie mit eingebaut. ‚Bermuda-Dreieck Nordsee‘ ist insgesamt ein empfehlenswerter Film, der nicht nur unterhaltend ist, sondern dank guter Schauspieler, schöner Szenenbilder und einem guten Drehbuch zu überzeugen weiß.“
Anne Miller beurteilte den Film bei Stern als „eine Mischung aus Verschwörungstheorie, patriotisch gefärbter Schicksalsgeschichte und Action-Abenteuer – die richtige Mischung für einen RTL-Katastrophenfilm. Der Streifen beginnt spannend und durchaus ungewöhnlich. Die Beziehungen der Protagonisten untereinander sind authentisch und ehrlich aufgezeichnet. Jedoch: Die Figuren werden nur oberflächlich skizziert, und die fehlende Dramaturgie zwischen den Protagonisten versuchen die Macher mit einer actiongeladenen Handlung zu kompensieren.“
Für Kino.de wertete Tilmann P. Gangloff: „Dreamtool lässt es wieder krachen: Der Katastrophenfilm bietet 140 vergnügliche Fernsehminuten mit Star-Aufgebot und Knalleffekt.“ „Wie es sich für einen Katastrophenfilm gehört, nimmt auch ‚Bermuda-Dreieck Nordsee‘ das finale Desaster nur in homöopathischen Dosen vorweg.“ „Die Resultate sind dennoch das Ergebnis höchster handwerklicher Professionalität; aber eben auch Produktionen, die sich nicht so ernst nehmen. “